# Дмитриева, Анастасия Олеговна
Анастасия Олеговна Дмитриева (род. 3 декабря 1987, Москва) — российская дзюдоистка, чемпионка и призёр чемпионатов России, победительница Кубка России.

## Биография
Победительница этапов кубков Мира и Европы; обладательница медалей с серии Гран При и Большого Шлема; бронзовый призёр Всемирной Универсиады в командном зачёте; Мастер спорта России международного класса по дзюдо (2012). Родилась и живёт в Москве. Член сборной команды страны с 2011 года.

## Спортивные результаты

### Дзюдо
- Первенство России по дзюдо среди юниоров 2006 года — ;
- I Всероссийская юношеская спартакиада 2006 года — ;
- Первенство России по дзюдо до 23-х лет 2007 года — ;
- Первенство России по дзюдо до 23-х лет 2008 года — ;
- Первенство России по дзюдо до 23-х лет 2009 года — ;
- Чемпионат России по дзюдо 2006 года — ;
- Чемпионат России по дзюдо 2007 года — ;
- Чемпионат России по дзюдо 2008 года — ;
- Чемпионат России по дзюдо 2009 года — ;
- Чемпионат России по дзюдо 2010 года — ;
- Чемпионат России по дзюдо 2013 года — ;
- Чемпионат России по дзюдо 2016 года — ;
- Чемпионат России по дзюдо 2017 года — ;
- Этап кубка Европы 2011 года — ;
- Этап кубка мира 2015 года —
- Чемпионат Европы по дзюдо 2013 года (команда) — ;
- Чемпионат России по дзюдо 2018 года — ;

2013 год:
- Grand Prix Самсун — ;
- Grand Prix Майами — ;
- Grand Prix Алма-Ата — ;
- Grand Prix Кванчжу — ;
- Grand Prix Абу Даби — ;